# Upplands runinskrifter 45
Upplands runinskrifter 45 är en vikingatida runristning i ett jordfast stenblock av rödaktig granit i Törnby, Skå socken och Ekerö kommun. Stenen är 1,2 meter hög och 0,56 meter bred. Runhöjden är 9-10 centimeter.
Stenen har låtits ristas av Saxe till minne av sin mor, men namnet på modern är förstört.

## Inskriften
Translitterering av runraden:
sahsi · lit ' stain ' hakua ' ok · bro · kiara eft-- -...(r)þi ' moþor ' sina suain iak
Normalisering till runsvenska:
Saxi let stæin haggva ok bro gærva æft[iʀ] ..., moður sina. Svæinn hiogg.
Översättning till nusvenska:
Saxe lät hugga stenen och göra bro efter ..., sin moder. Sven högg.